# Sorbus zayuensis
Sorbus zayuensis är en rosväxtart som beskrevs av Tse Tsun Yu och L.T. Lu. Sorbus zayuensis ingår i släktet oxlar, och familjen rosväxter. Inga underarter finns listade i Catalogue of Life.